# Воронцовский собор

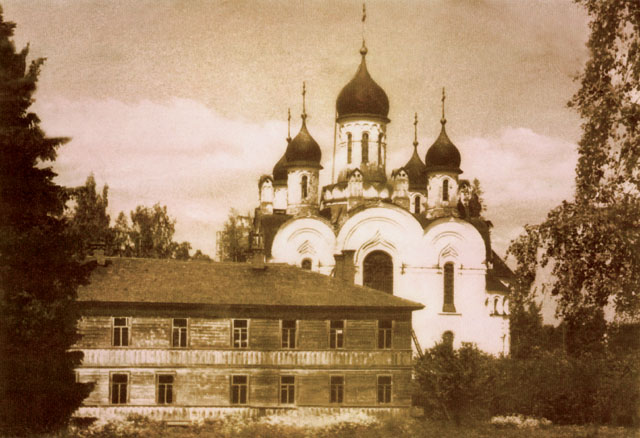
Воронцовский женский монастырь (сестринский корпус и собор) - историческая фотография

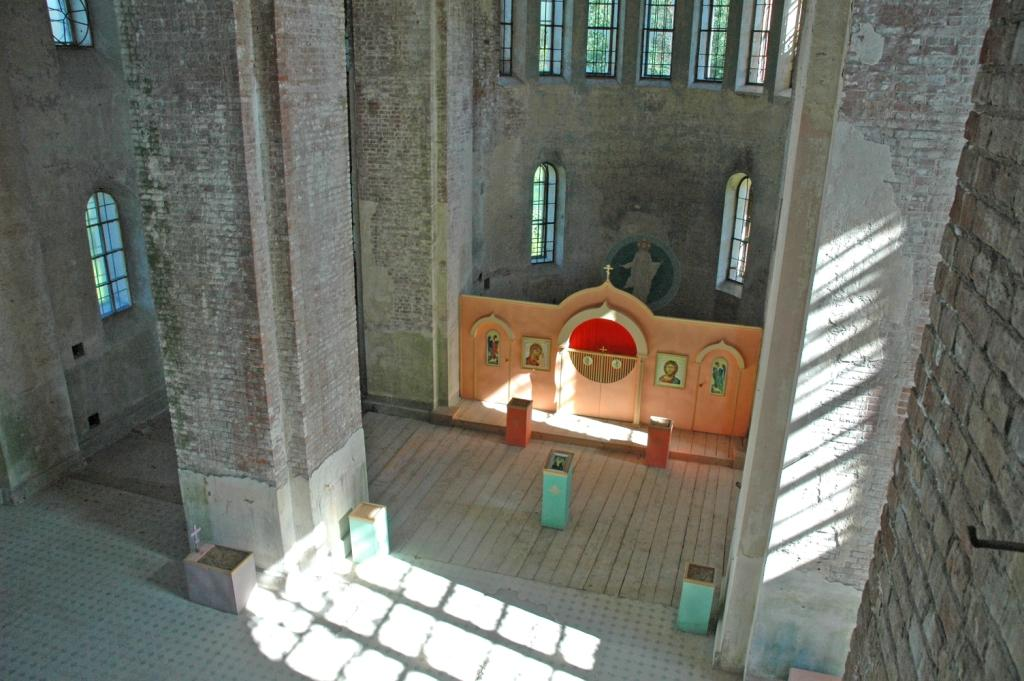
Воронцовский Благовещенский собор - вид с хоров.

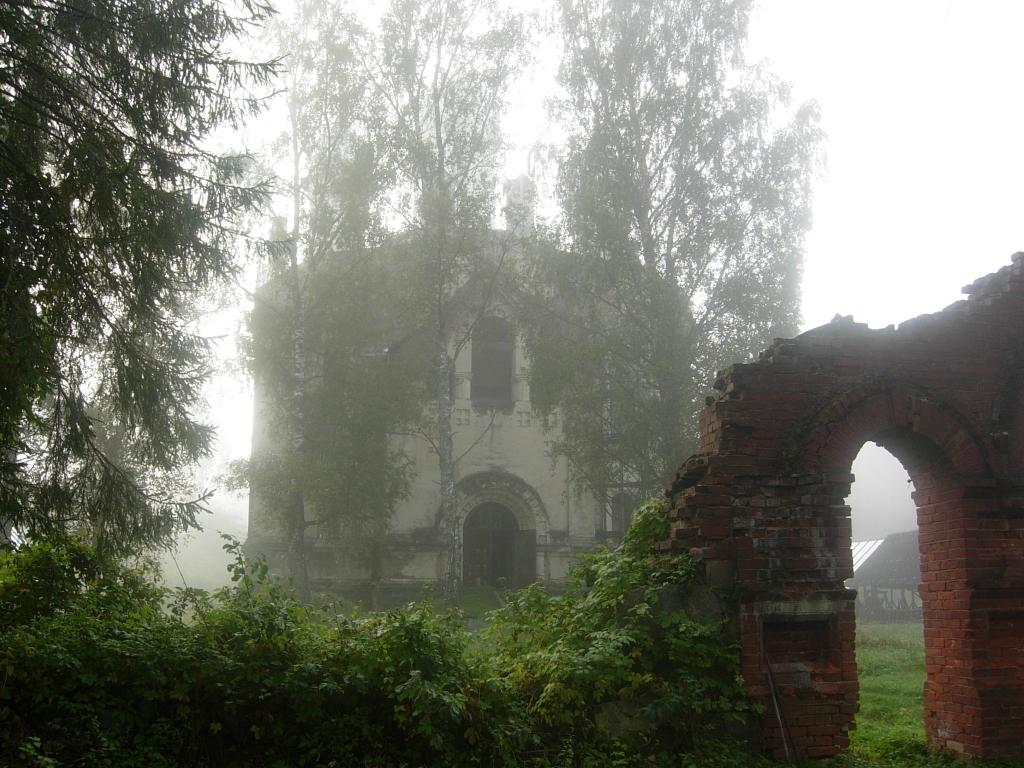
Воронцовский Благовещенский собор - туман.

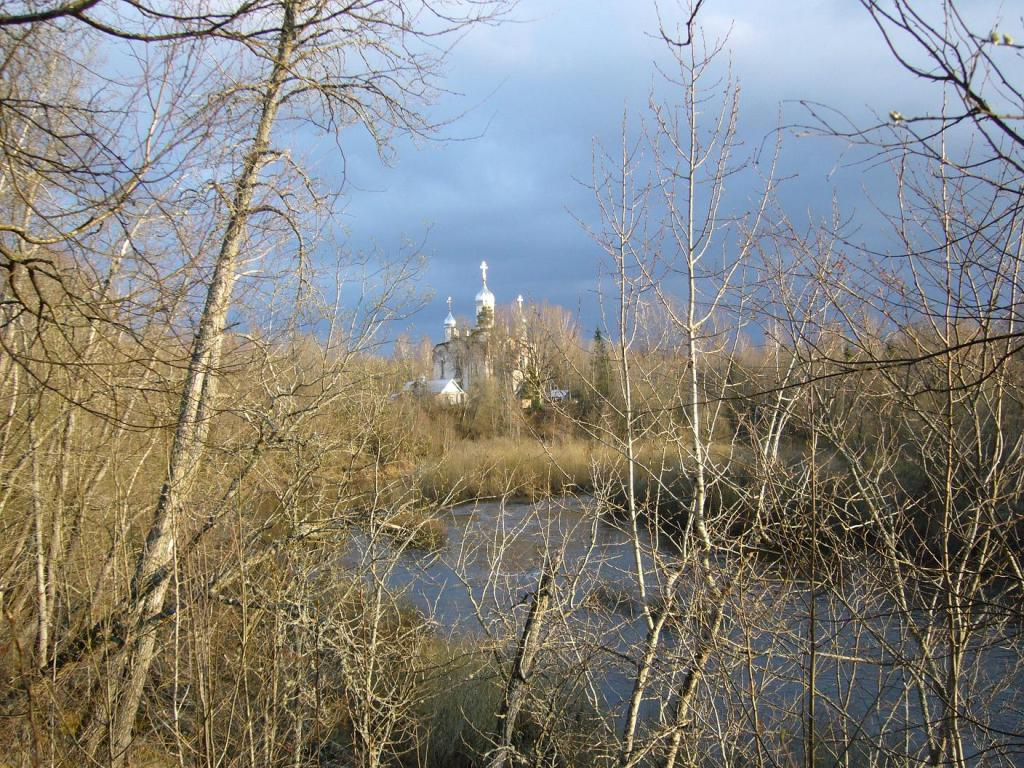
Воронцовский Благовещенский собор

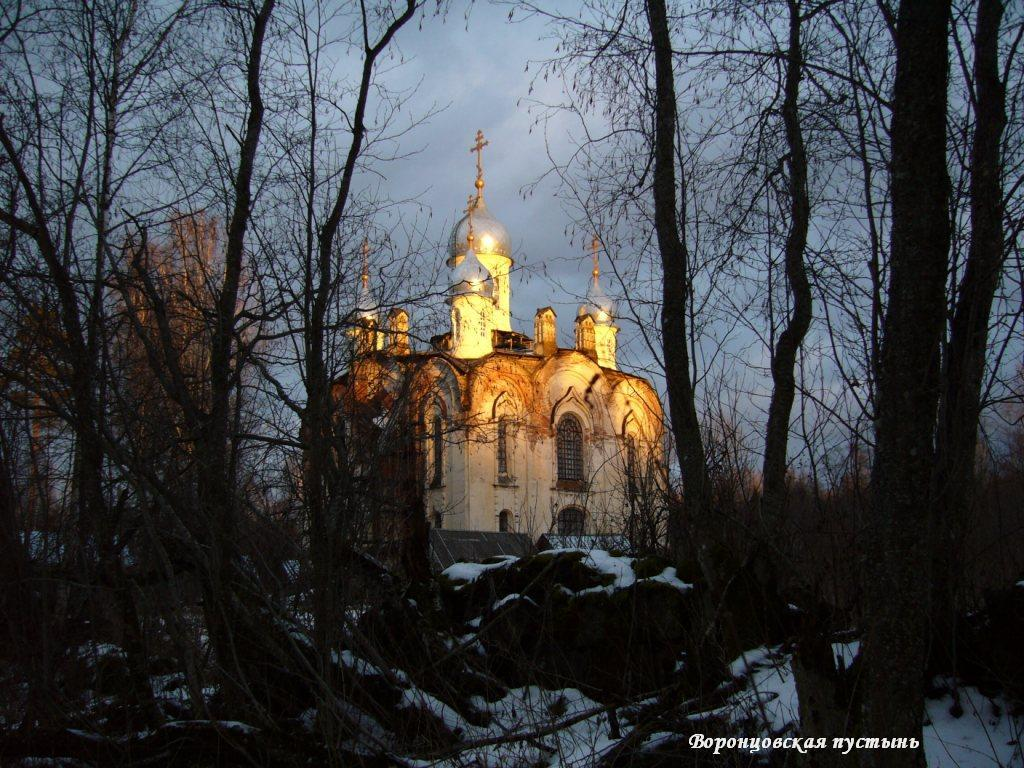
Воронцовский Благовещенский собор и остатки монастырской ограды

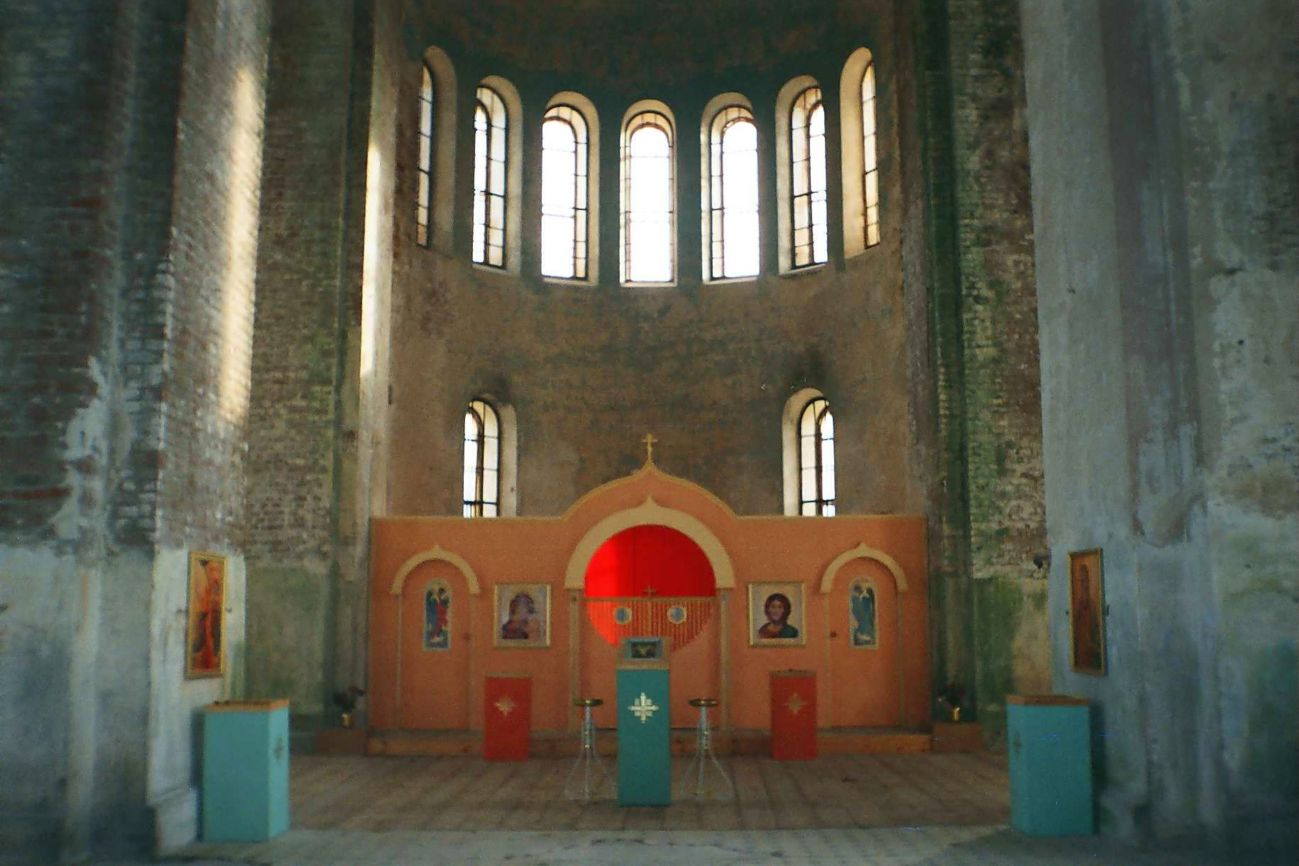
Воронцовский Благовещенский собор.

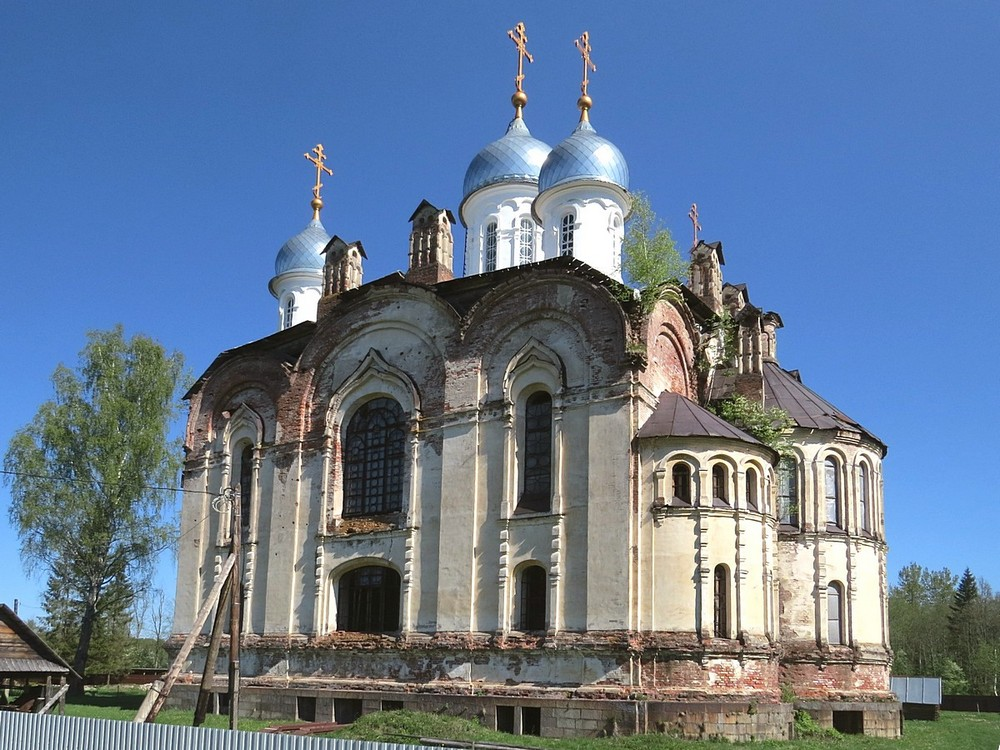
Воронцовский Благовещенский собор

Собор Благовещения Пресвятой Богородицы, более известен как Воронцовский — каменный пятиглавый собор в Торопецком районе Тверской области. Расположен на берегу Куньи к северу от села Краснодубье (урочище Воронцово), построен как главный храм Воронцовского Благовещенского монастыря.

## История
Воронцовский Благовещенский женский монастырь при селе Воронцово (Холмский уезд Псковской губернии) был основан в 1898 году протоиерем Иоанном Кронштадтским, им же 20 февраля 1899 года был освящён Казанский храм.
В 1908 году Иоанн Кронштадтский умер. В память о нём, чтившие его состоятельные петербуржцы в 1910 году начали строительство в Воронцовском монастыре пятиглавого собора во имя Благовещения Пресвятой Богородицы. Храм был заложен на месте, указанном и освящённом самим праведником при жизни.
Собор строили по проекту архитектора Николая Никонова. Из Петербурга в Воронцово привезли кресты, гранитные плиты для обшивки цокольного этажа, каркасы куполов, керамическая плитка для полов и металлические оконные рамы. Стены возводили из кирпича, который изготовляли на месте. В 1919 году собор был освящён.
В 1925 году согласно постановлению губернского исполкома монастырь был закрыт, собор разграблен, колокола и ценности вывезены в краеведческий музей г. Холма (Новгородская обл.), а постройки вместе с собором отданы в распоряжение сельскохозяйственной коммуне. Изначально собор использовали как зернохранилище, позже, когда обвалилась крыша, его оставили без присмотра. Несколько десятилетий Воронцовский собор находился в запустении.
С 2000 года, по благословению митрополита Тверского и Кашинского Виктора, под руководством протоиерея Сергия (Сергия Евгеньевича Молоткова ) в Воронцово начались работы по восстановлению собора и освоению территории бывшего монастыря.  Воронцовский собор числиться как объект культурного наследия Тверской области в категории "вновь выявленный объект".  

## Архитектура
Воронцовский собор — один из самых крупных памятников неорусского стиля на территории Тверской области.
Воронцовский собор построен с четырьмя приделами (один зимний придел в нижнем храме Собора). Представляет собой крестообразный храм с одним световым куполом, четырьмя массивными опорами и тремя апсидами на высоком гранитном цоколе.
С запада у собора звонница, на которой находились девять колоколов.

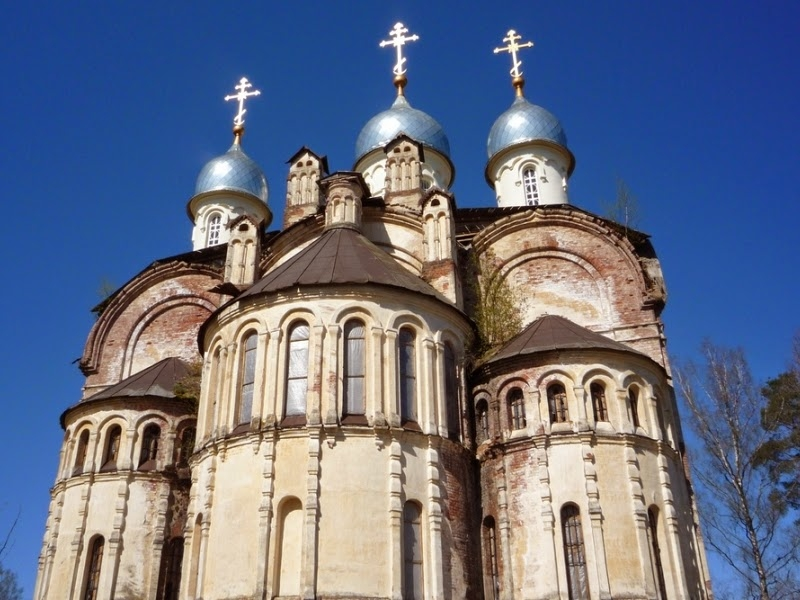
Воронцовский Благовещенский собор (приделы собора)

## Галерея

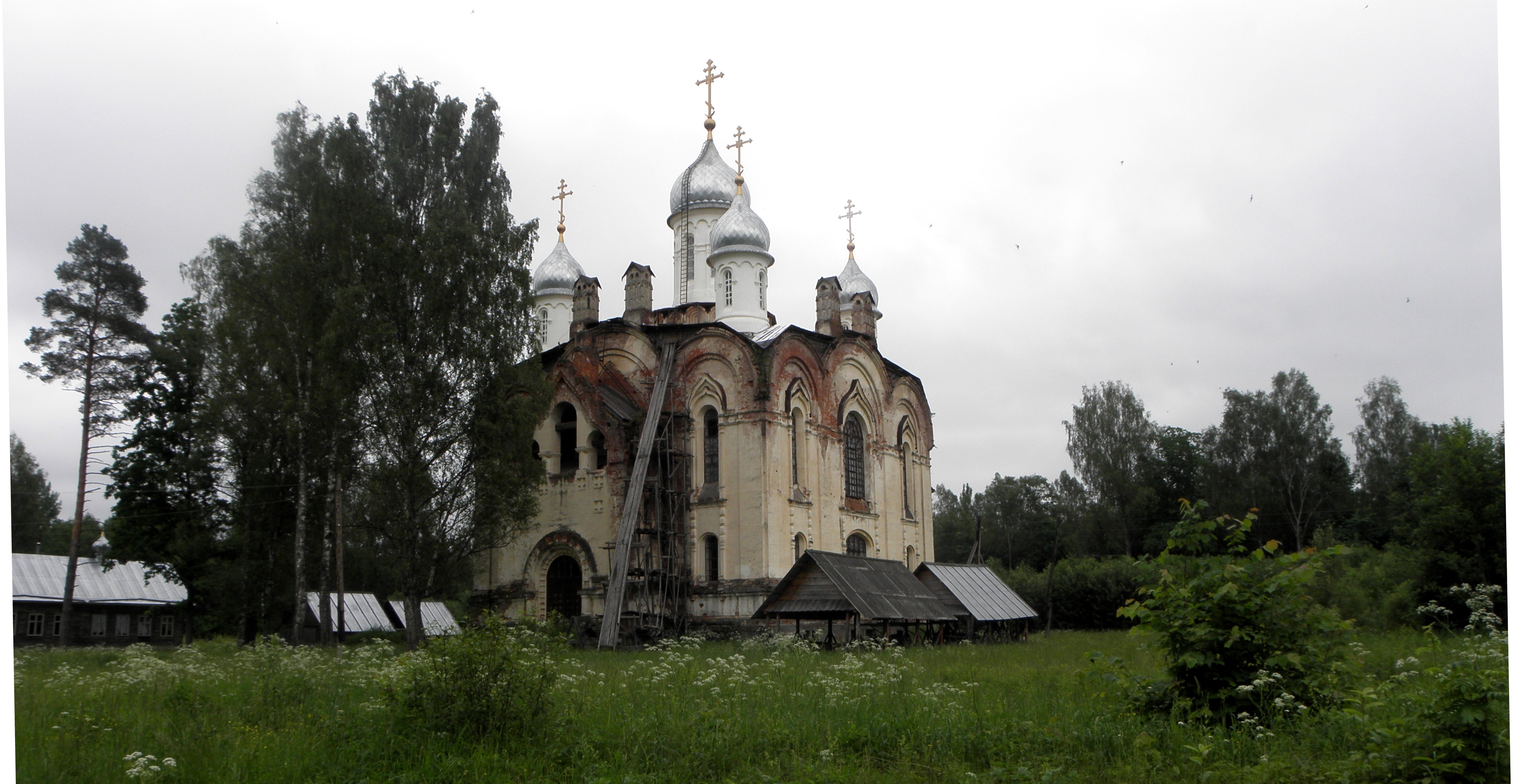
Общий вид, 2010
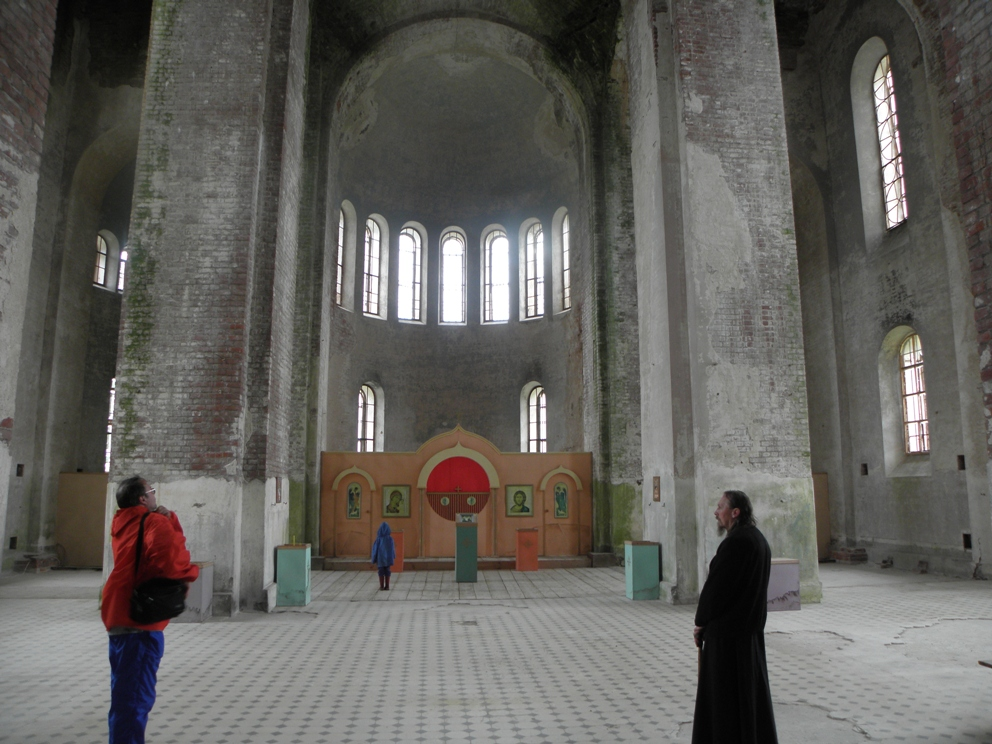
Вид изнутри, 2010.
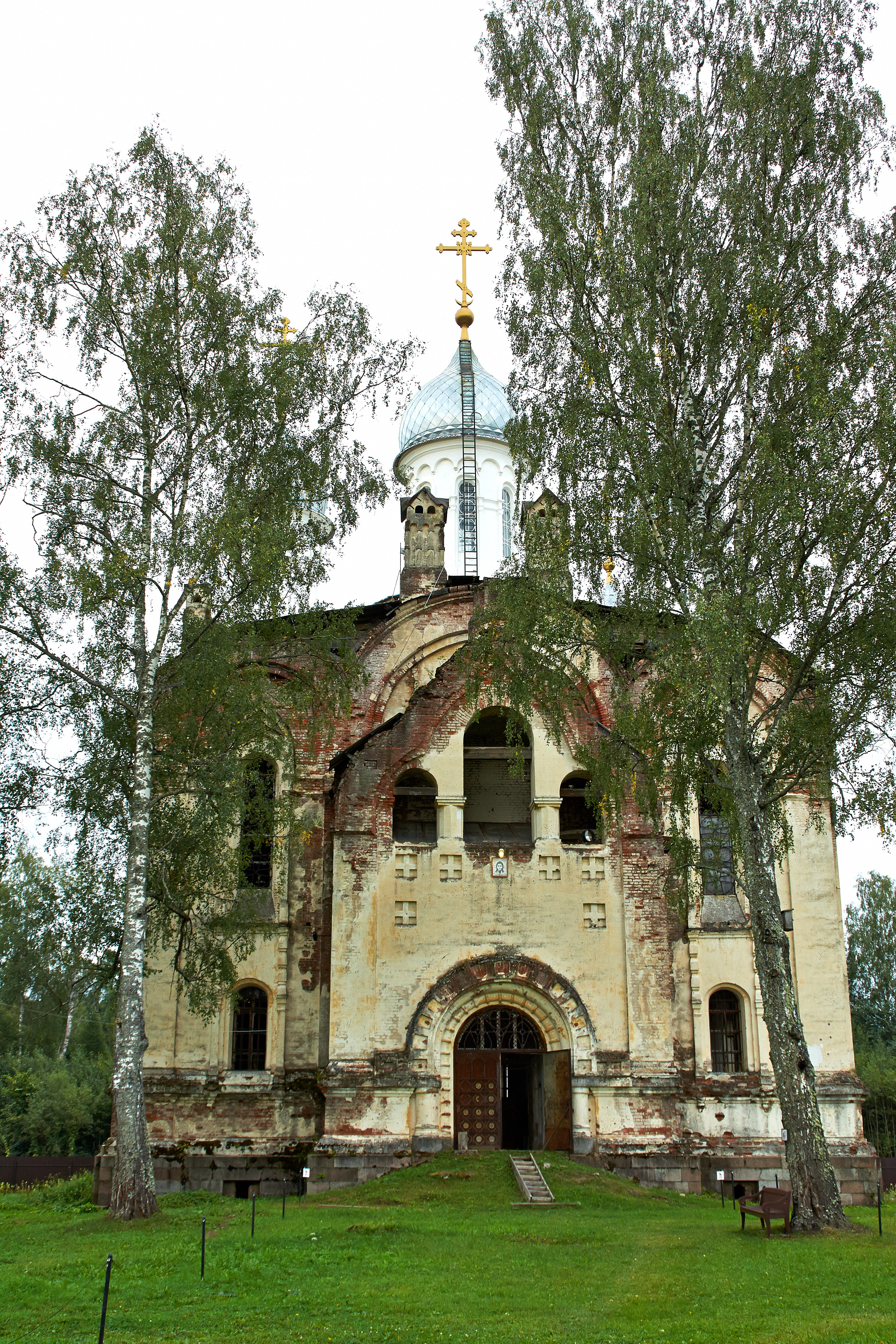
Общий вид, 2014.
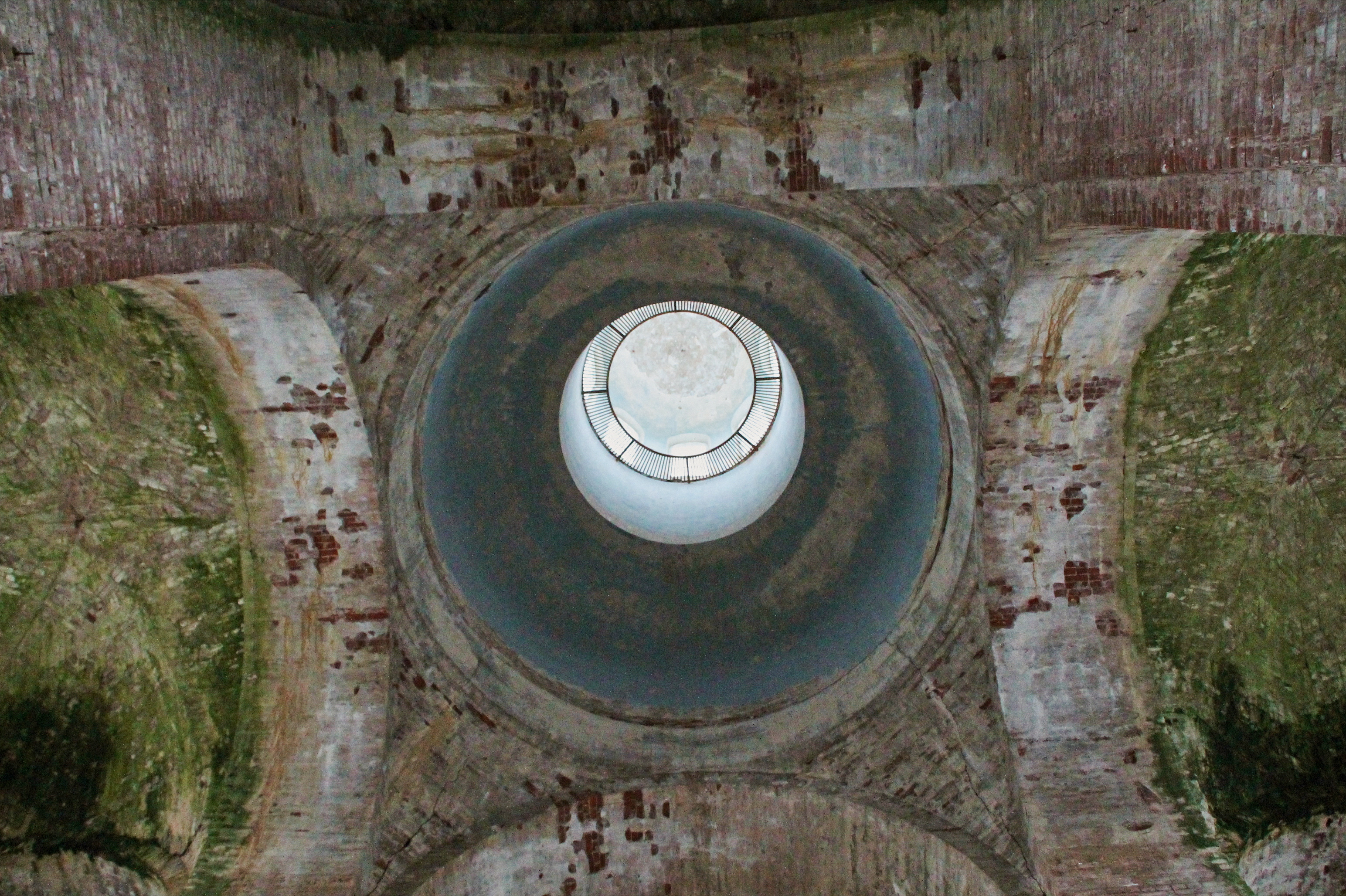
Купол изнутри, 2014.